# Paolo Dezza
Paolo Dezza, S.J., italijanski rimskokatoliški duhovnik in kardinal, * 13. december 1901, Parma, † 17. december 1999.

## Življenjepis
25. marca 1928 je prejel duhovniško posvečenje.
28. junija 1991 je bil povzdignjen v kardinala in imenovan za kardinal-diakona S. Ignazio di Loyola a Campo Marzio.